# Juš Kozak
Juš Kozak, slovenski pisatelj, esejist, gledališki kritik in urednik, * 26. junij 1892, Ljubljana, † 29. avgust 1964, Ljubljana.

## Življenje
Juš Kozak se je rodil posestniku, gostilničarju in mesarju v šentpetrskem predmestju Ljubljane. Otroštvo je preživljal skupaj z mlajšim bratom Ferdom Kozakom. Osnovno šolo in maturo je opravil v rodnem mestu, nato pa je na Dunaju med letoma 1911 in 1914 študiral zemljepis in zgodovino. Bil je vodja slovenskih študentov na Dunaju in sodeloval pri prepovedanemu gibanju preporodovcev, zaradi česar je bil po sarajevskem atentatu skoraj pol leta v preiskovalnem zaporu, na procesu v Ljubljani leta 1914 pa obsojen na en mesec zapora. V prvi svetovni vojni je bil med letoma 1914 in 1917 vojak na ruski in soški fronti. Leta 1920 je diplomiral na Filozofski fakulteti v Ljubljani, a je že od leta 1918 opravljal poklic učitelja. Od 1918 do 1941 je poučeval na ljubljanskih gimnazijah (na Poljanski gimnaziji je učil Borisa Fakina - Igorja Torkarja), hkrati pa je bil med letoma 1935 do 1941 urednik Ljubljanskega zvona in knjižne zbirke Slovenske poti (od 1932 do 1934). Med drugo svetovno vojno je sodeloval z Osvobodilno fronto, zato so ga Italijani leta 1942 zaprli in internirali, po kapitulaciji Italije pa se je leta 1944 pridružil partizanom. Po koncu druge svetovne vojne je bil urednik Slovenskega zbornika (1945), revije Novi svet (od 1946 do 1947) in upravnik Drame SNG v Ljubljani (od leta 1948 do upokojitve leta 1955). Redni član SAZU je postal leta 1961 (dopisni član JAZU je bil že od 1951). Leta 1963 je prejel Prešernovo nagrado za življenjsko delo v slovenski literaturi.
Eden od njegovih sinov je Jernej Kozak, vnuk pa je raziskovalec Matic Legiša.

## Književno delo
Kozak se je oblikoval ob Cankarjevi pripovedni prozi in vitalizmu Župančičeve lirike. Z novelami in črticami, v katerih je spočetka v impresionističnem slogu upodabljal življenje, je sodeloval v Slovanu in Ljubljanskem zvonu. V obdobju od 1918 do 1930 je razkrival razkol med patriarhalnim kmečkim in sodobnim meščanskim življenjem v novelah Razori (1918), Marki Groll (1918), Dota (1923), Tuja žena (1929) in Leteči angel (1930). Vrh zgodnjega obdobja ustvarjanja predstavlja roman Šentpeter, ki je od leta 1924 do 1926 izhajal v Ljubljanskem zvonu, leta 1931 pa izšel tudi v knjižni izdaji. Delo je zasnovano kot družinski roman, v katerem Kozak z realističnim slikanjem in mnogimi novoromantičnimi ter ekspresionističnimi potezami prikazuje razgibano podobo ljubljanskega predmestja na koncu 19. stoletja. Kozak je napisal planinski in kmečki povesti Beli macesen (1926) in Lectov grad (1929). Beli macesen je prvi izraziti primer planinske povesti, ki je po navedbi Mirana Hladnika omogočila, da je hribe osvojila tudi liberalna meščanska literatura. 
Leta 1932 se je z zaporniško pripovedjo Celica premaknil v smer socialnega realizma. Pisatelj popisuje doživetja v ječi leta 1914 in skozi bogato galerijo oseb iz jetnišnice in izven njenih zidov slika podobo človeka, ki je sanjal o pravici in svobodi.
Podobo časa pred drugo svetovno vojno, ko je fašizem grozil uničiti evropsko kulturo, je Kozak razgrnil v zbirki pripovednih esejev Maske (1940), kjer je prepričljiv popis mesta Ljubljana in njegovih spominov na otroštvo. Po osvoboditvi je izdal esejistično knjigo Blodnje (1946), v kateri analizira nastajanje svojega idejnega in literarnega obzorja. Kozakovo najobsežnejše delo je roman Lesena žlica  (1947 in 1952) z mozaikom spominov, ki opisujejo dogodke iz življenja pisatelja in njegove družine in hkrati kroniko preganjanega naroda.   
Tematiko povojnega življenja je ubesedil v povestih: Agrarna reforma (1947), Gašper Osat (1949), Balada o ulici v neenakih kiticah (1956). Poleg naštetih del je Kozak napisal še reportažni potopis Za prekmurskimi kolniki (1934), satirično pravljico Špridion (1937) in portret otroka Aleš (1953). Njegovo zadnje delo pa je izpovedni roman Pavljihova kronika (1964).
V Kozakovih delih se odražajo refleksivnost, družbena kritika ter promocija humanističnih in progresivnih misli. Veljavo daje predvsem osebnim spoznanjem, odsev tega je tudi njegov slog, ki pogosto razodeva bolj misleca kot pripovednika. Ustvaril je pripovedni tip esejistike, ki je postala važen del nove stvarnosti in socialnega realizma tridesetih let dvajsetega stoletja.

### Pripovedništvo
- Razori, 1918 (COBISS)
- Marki Groll, 1918 (COBISS)
- Beli macesen, 1926 (COBISS)
- Boj za Mount Everest, 1927 (COBISS)
- Lectov grad, 1929 (COBISS)
- Šenpeter, roman, 1931 (COBISS)
- Celica, 1932 (COBISS)
- Za prekmurskimi kolniki, potopis, 1934 (COBISS)
- Špiridion, 1937 (COBISS)
- Lesena žlica, roman, 1947–1952 (COBISS)
- Gašper Osat, 1949 (COBISS)
- Stezice, 1952 (COBISS)
- Aleš, 1953 (COBISS)
- Balada o ulici v neenakih kiticah, 1956 (COBISS)
- Rodno mesto, 1957 (COBISS)
- Portreti, 1962 (COBISS)
- Pavlihova kronika, roman, 1964 (COBISS)

### Esejistika
- Maske, 1940 (COBISS)
- Blodnje, 1946 (COBISS)